# Kos
Kos hay Cos (tiếng Hy Lạp: Κως) là một hòn đảo của Hy Lạp thuộc nhóm đảo Dodecanese, bên cạnh vịnh Gökova. Hòn đảo có kích cỡ 40 kilômét (25 mi) chiều dài đông tây và 8 kilômét (5,0 mi) chiều rộng hướng bắc nam, và cách bờ biển Bodrum của Thổ Nhĩ Kỳ 4 kilômét (2,5 mi). Hòn đảo tạo thành một khu tự quản riêng biệt của đơn vị thuộc vùng Kos, một phần của vùng Nam Aegea. Thị trấn chính và thủ phủ của đảo là thị trấn Kos. Hòn đảo có 30.947 cư dân.
Trong suốt lịch sử của mình, hòn đảo được biết đến với cái tên Hy Lạp là Kos. Kos được người Ottoman gọi là İstanköy và người Ý gọi là Coo, trong tiếng Anh, đảo cũng được biết đến với cái tên Stanchio.
Hòn đảo là một phần của chuỗi các núi và đã tách ra sau các trận động đất và sụt lún vào thời cổ đại. Các ngọn núi này bao gồm Kalymnos và Kappari bị phân cách bởi một vực thẳm sâu 70 m (40 sải), cũng như núi lửa Nisyros và các đảo xung quanh.
Có nhiều loại đá tại Kos có liên quan đến sự hình thành địa lý của nó. Nổi bật trong số này là các địa tầng phân đại Đệ tứ trong các hóa thạch còn lại của các loại động vật có vú như ngựa, hippopotami và các loài voi được tìm thấy. Răng hàm hóa thạch của một con voi với kích thước khổng lồ đang có mặt tại Bảo tàng Cổ sinh vật học của Đại học Athens.
Đường bờ biển trên đảo dài 112 km và được thiên nhiên ưu ái với những bài biển dài tinh khiết, nên ngành kinh tế chính của đảo là du lịch. Nông nghiệp là ngành nghề chính của nhiều cư dân trên đảo, các cây trồng chính của họ là nho, hạnh nhân, dong chúc, ô liu và cà chua, cùng với lúa mì và ngô. Rau diếp Cos cũng có thể trồng trên đảo, song tên gọi của nó không liên quan tới đảo
Các làng chính trên đảo Kos là  Kardamena, Kefalos, Tingaki, Antimachia, Mastihari, Marmari và Pyli. Các làng nhỏ hơn là Zia, Zipari, Platani, Lagoudi và Asfendiou.

## Hình ảnh

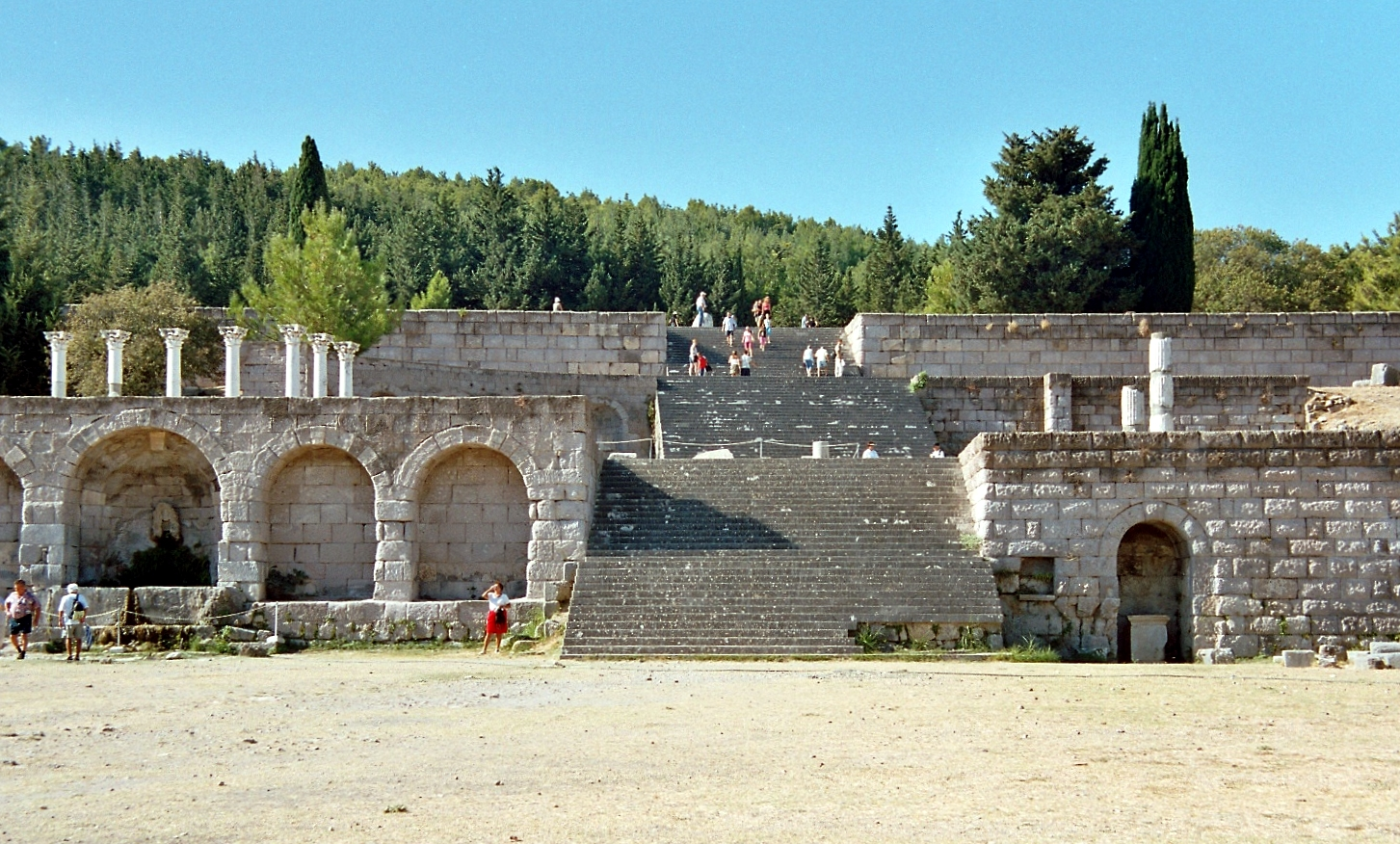
Quang cảnh Asclepeion
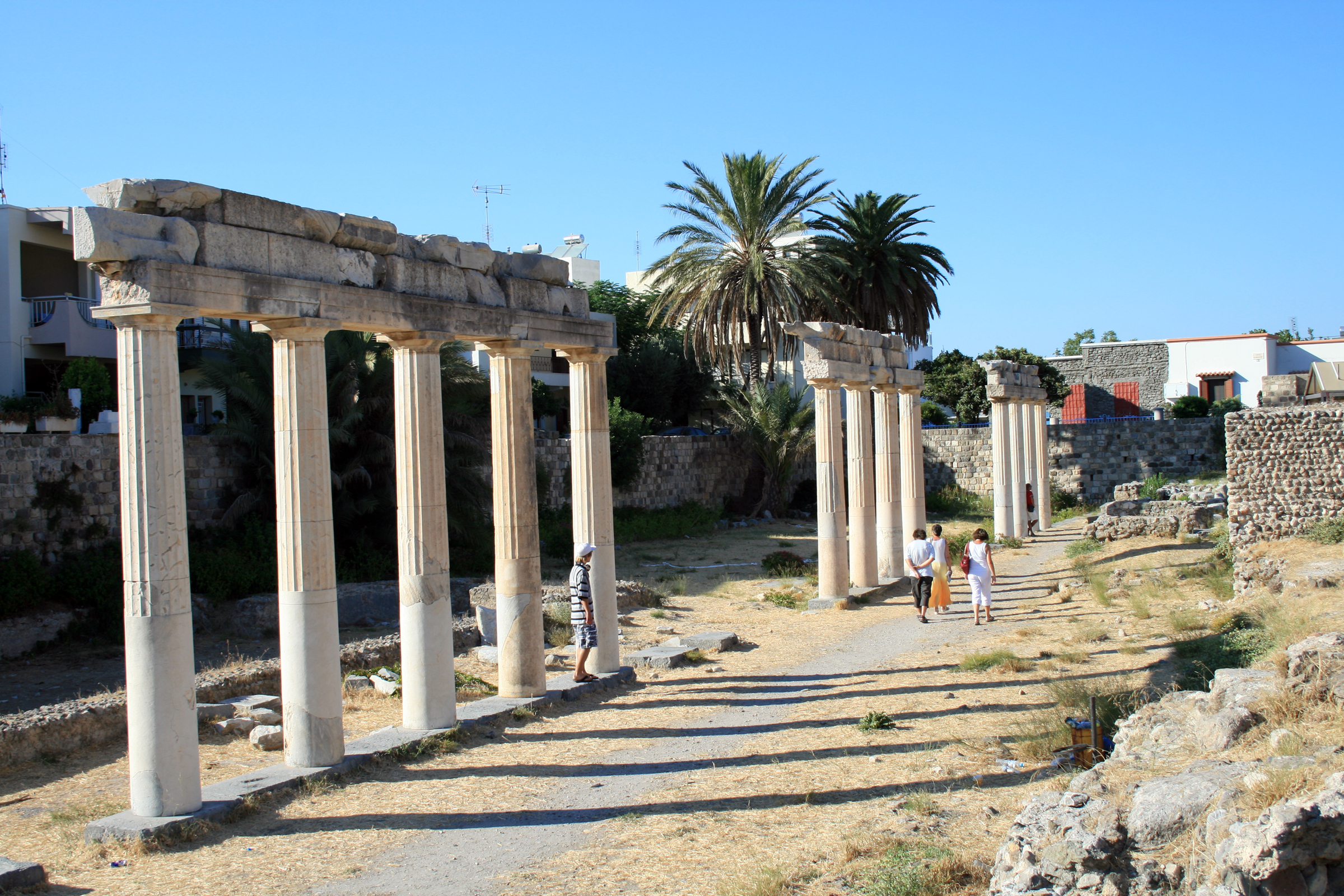
Di tích Gymnasion cổ đại
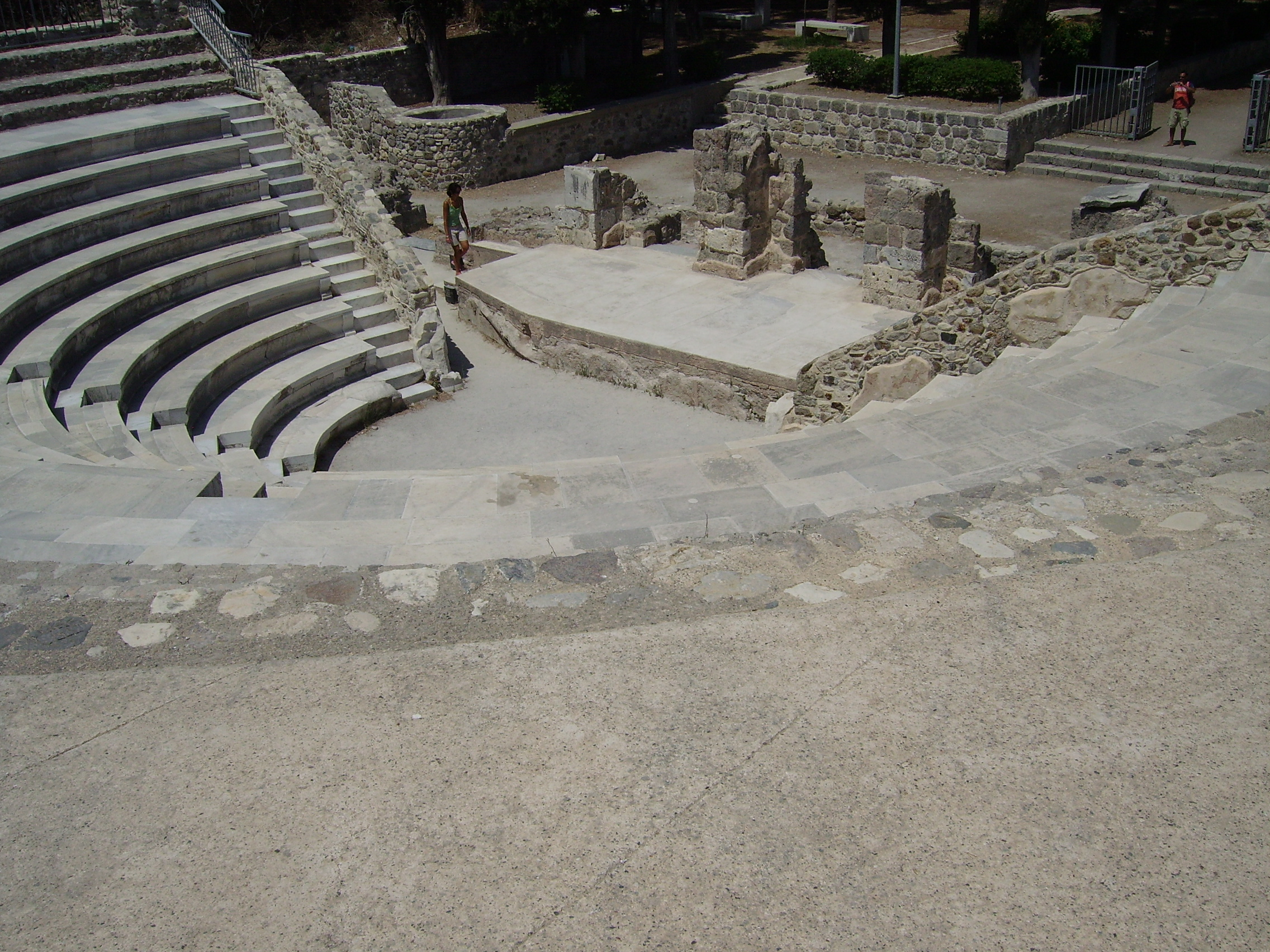
Quang cảnh Odeon cổ đại
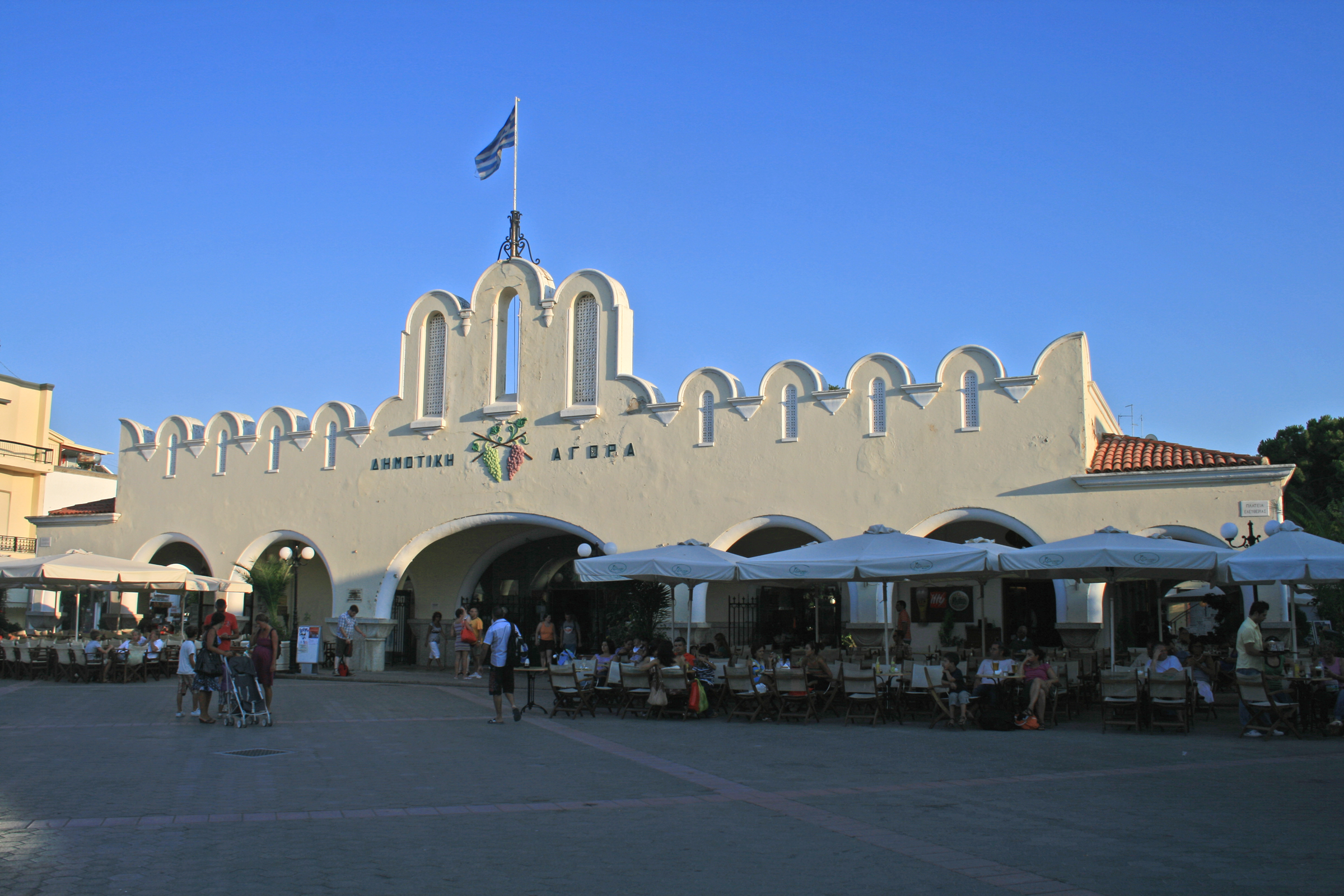
Khu chợ tại thị trấn
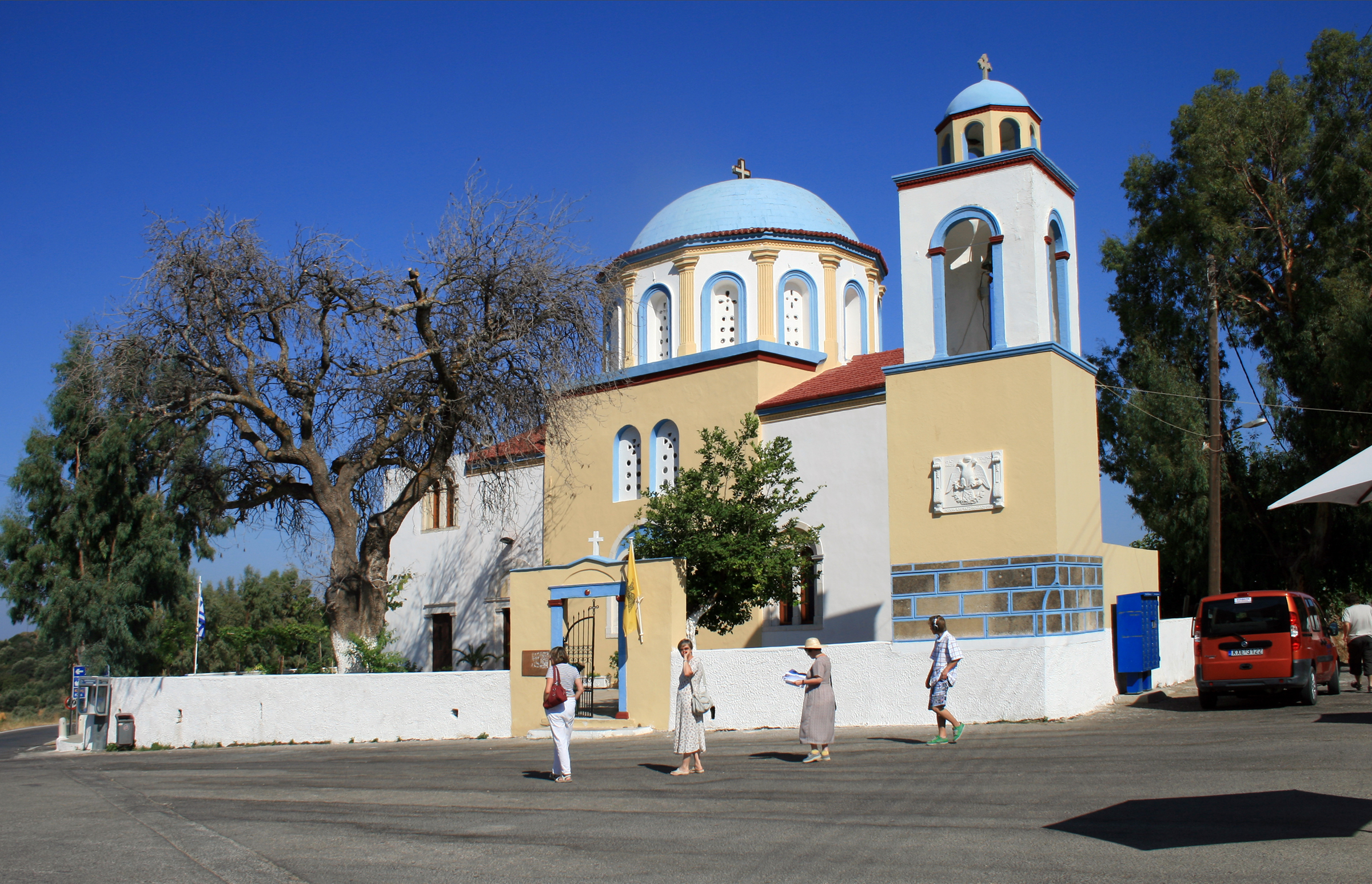
Tu viện Asfendiou tại Zia